# Karl-Heinz Pollok
Karl-Heinz Pollok (* 22. August 1929 in Gera; † 24. Juli 2003 in Passau) war ein deutscher slawischer Philologe. Er war ab 1967 ordentlicher Professor an der Universität Regensburg und 1978 Gründungspräsident der Universität Passau.

## Leben
Karl-Heinz Pollok, Sohn von Ella Pollok, geborene Hesse, und des Angestellten Karl-Ludwig Pollok, absolvierte die Oberschule in Gera, studierte von 1948 bis 1955 Slawische Philologie, Turkologie, Osteuropäische Geschichte und daneben auch Anglistik an der Friedrich-Schiller-Universität Jena, Humboldt-Universität zu Berlin und Georg-August-Universität Göttingen. 1955 wurde er in Göttingen mit einem Thema aus dem Bereich der Serbokroatischen Sprache zum Dr. phil. promoviert.
In den Jahren 1955 bis 1963 war er zunächst Lektor und Lehrbeauftragter und später Wissenschaftlicher Assistent am Slawischen Seminar der Göttinger Universität. 1963 habilitierte er sich in Göttingen mit einer Arbeit über Fragen der balkanslavischen Volksdichtung und Kulturgeschichte. 1963 wurde er Privatdozent für Slawische Philologie an der Universität Göttingen. 1967 erhielt er einen Ruf als Ordinarius für Slawische Philologie an die Universität Regensburg.
1968 bis 1971 war Pollok Rektor der Universität Regensburg, später mehrmals deren Prorektor. Er war Mitglied der Bayerischen Akademie der Wissenschaften, engagierte sich zudem in der Hochschulpolitik, war 1971 bis 1976 Mitglied des Strukturausschusses der Universitäten Bamberg und Bayreuth und zudem Vorsitzender der Bayerischen Hochschulplanungskommission beim Bayerischen Staatsministerium für Unterricht und Kultus. Er wirkte auch als Vorsitzender des Strukturbeirates für die Universität Passau (1974–1976). 1976 wurde er Gründungspräsident der neu gegründeten Universität Passau, ein Amt, das er bis 1997 ausübte. Zusammen mit Matthäus Kaiser galt er als einer der beiden Gründungsväter der Universität Passau.
Pollok initiierte die erste internationale Partnerschaft mit der Karls-Universität Prag. Auf seine Initiative hin werden in Kooperation mit der Universität Passau deutschsprachige Studiengänge an den Universitäten in Moskau und Budapest angeboten.
Seine Forschungsschwerpunkte lagen im Bereich der balkanslawischen und russischen Volksdichtung, des serbokroatischen Akzentsystems, der altrussischen Sprache und Literatur, des russischen Wortschatzes und der west- und südslavischen Literaturgeschichte.
Karl-Heinz Pollok war evangelisch, verheiratet ab 1957 mit Dorothea Pollok, geborene Günther, und hatte vier Kinder (Martin, Christiane, Nikolaus und den 1969 geborenen Konstantin Pollok).

## Mitgliedschaften und Aktivitäten
Pollok war korrespondierendes Mitglied der Académie des Sciences, Inscriptions et Belles-Lettres, Classe des Belles-Lettres, in Toulouse, des Präsidiums und des Wissenschaftlichen Beirats der Südosteuropa-Gesellschaft (Kommission für Ost- und Südosteuropa), Mitglied des Kuratoriums des Osteuropa-Instituts München sowie des Kuratoriums der Europäischen Akademie Bayern. Als Vorstandsmitglied des Deutschen Akademischen Austauschdienstes (DAAD) vertrat er die deutschen Hochschulen in der deutsch-österreichischen Äquivalenzkommission und im europäischen Ausschuss für das Erasmus-Programm in Brüssel.
Zudem war er Mitglied des Ordensbeirates für den Bayerischen Maximiliansorden für Wissenschaft und Kunst sowie Vertreter der bayerischen Universitäten im wissenschaftlichen Beirat der Arbeitsgemeinschaft der Universitäten des Alpen-Adria-Raumes. Pollok war Vorsitzender der Bayerischen Rektorenkonferenz (1994–1996) sowie von 1999 bis zu seinem Tode Vorsitzender des Hochschulrats der Katholischen Universität Eichstätt-Ingolstadt und Vorsitzender des Hochschulrats der Julius-Maximilians-Universität Würzburg.

## Auszeichnungen und Ehrungen
- Bayerischer Verdienstorden, 1972
- Bundesverdienstkreuz am Bande der Bundesrepublik Deutschland, 1981
- Bürgermedaille der Stadt Passau, 1983
- Verdienstkreuz 1. Klasse der Bundesrepublik Deutschland, 1986
- Bayerische Verdienstmedaille in Silber, 1987
- Große Bundesverdienstkreuz der Bundesrepublik Deutschland, 1990
- Medaille für besondere Verdienste in Bayern um ein Vereinigtes Europa, 1990
- Staatsmedaille für besondere Verdienste um die bayerische Wirtschaft, 1997
- Ehrenbürger der Stadt Passau, 1997

Sein Name steht auf dem Ehrenmal der Stadt Passau auf dem Innstadtfriedhof.

## Veröffentlichungen (Auswahl)
- Studien zur Poetik und Komposition des balkan-slavisch-lyrischen Volksliedes. 1964.
- Der neustokavische Akzent und die Struktur der Melodiegestalt der Rede – Eine experimentalphonetische Untersuchung zum serbokroatischen Akzent. 1964.
- als Hrsg. mit M. Braun: Langenscheidts Taschenwörterbuch der russischen und deutschen Sprache – Deutsch-Russisch. 1964.